# ペストの歴史

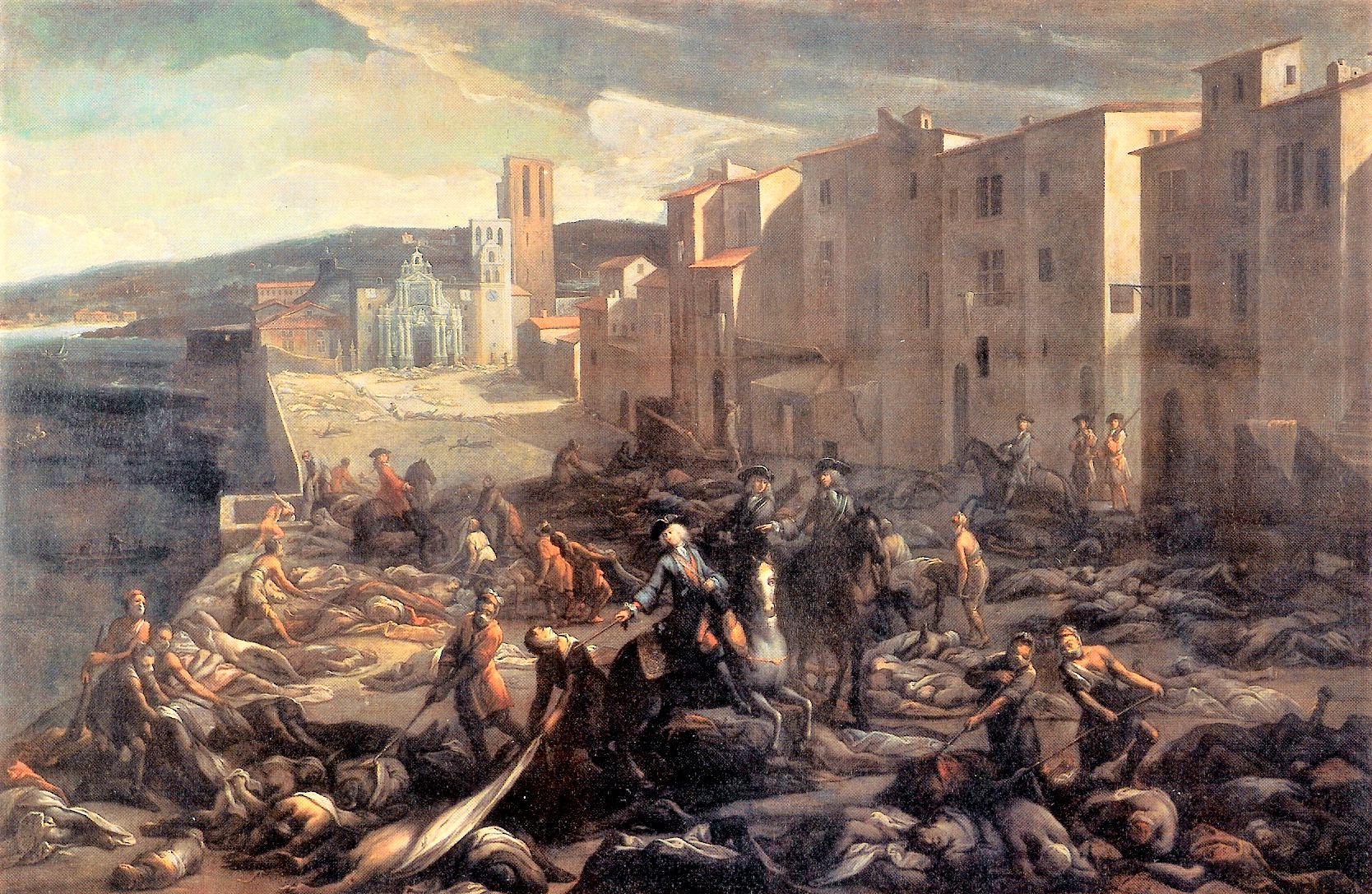
ペストによって死屍累々となった街を描いたヨーロッパの絵画 Michel Serre 作

有史以来人類は、過去に少なくとも3度ペストの大流行を経験している。ただし、その発生や収束の時期、流行がどのパンデミックに分類されるかについてはまだ議論が存在する。
- 第一のパンデミック（英語版）は、西暦（以下同略）541年 - 750年、エジプトから地中海沿岸一帯に広がった、いわゆる「ユスティニアヌスのペスト（英語版）」（plague of Justinian）であり、感染はヨーロッパ北西部まで拡大した[2]。
- 第二のパンデミック（英語版）は、1331年 - 1855年、おそらくは元末の中国からシルクロード経由で中央アジア、地中海沿岸、ヨーロッパへと広がった流行で、この時のペストはしばしば「黒死病」と称される[3]。
- 第三のパンデミック（英語版）は、1855年 - 1960年、 中国から世界各地に広がり、とりわけインドとアメリカ合衆国西海岸に広がった[4]。

しかし、中世の黒死病は、第二のパンデミック初期ではなく、第一のパンデミック末期とみなされることもある。その場合は、二番目のパンデミックの始まりは1361年とされる。また、第二のパンデミック収束時期についても、1840年ではなく1890年という記載もあり）、文献により各種見解の相違がある。

## 古代
ペストは、ペスト菌の感染によって引き起こされる重篤な感染症である。ペスト菌は、日光や乾燥・熱に対する抵抗は弱い一方で寒冷や湿潤に対しては強い耐性を持ち、したがって動物の体内で乾燥を受けなければ長期間生存することができ、穀類・獣乳・用水などでも生息が可能である。ペストは元来ネズミなど齧歯類の感染症であるため、一般的には、ヒトが感染する以前にネズミの集団のなかで流行がみられる。齧歯類の個体相互にペスト菌を媒介するのはノミであるが、多数のペスト菌を保持したノミがヒトの皮膚を刺し、やがてヒト相互のあいだでノミが菌を伝播させる。腺ペストの流行はこうして発生し、ノミの多い夏季に多くみられる。しかし、腺ペスト患者が敗血症や肺炎（ペスト性）に罹り、喀痰のなかにペスト菌が認められるにおよぶと、飛沫感染によって直接的に、あるいはまた、排泄物や衣類などの日用品によって間接的にも急激に感染が広まり、流行が生じる。これが肺ペストであり、冬季間でも発生する。そして、ネズミの移動とともに感染もまた各地に広がるのである。
東アジアと西アジア・地中海世界をつなぐシルクロードは、2世紀以降、絹や漆器、紙などを西方に、宝石やガラス器、金銀細工や絨毯などの文物を東方にもたらしたが、同時にさまざまな感染症を交換させた。天然痘や麻疹は西から東に運ばれ、ペストは東から西へともたらされた。こうした感染症に対し、人びとは免疫をもたなかったので、東西でパンデミックが生じ、多くの人命が失われた。

### 「アテナイのペスト」
ペロポネソス戦争のさなかの紀元前429年、篭城戦術を用いてスパルタ軍と対峙していたギリシャ最大のポリス、アテナイ（アテネ）を感染症の流行が襲い、多数の犠牲者を出したことがトゥキュディデスの『戦史』第2巻に記載されている。この疫病は、発熱、発疹を症状とする致死性の疾患で、かつて「アテナイのペスト」と呼ばれていた。しかし、記録された症状だけでは、他のさまざまな感染症の可能性をも示しており、今日では、具体的な疾病名の確定は不可能とされ、むしろ痘瘡（天然痘）または発疹チフス（あるいはそれらの同時流行）の可能性が高いとみられている。トゥキュディデス自身もこの疫病に罹り、回復したが、その症状は、激しい頭痛、目の炎症、喀血、咳、くしゃみ、胸痛、胃けいれん、嘔吐、下痢、高度の発熱というものであった。この結果からも、ペスト説はいまや完全に否定されたといってよい。

### アントニヌスのペスト

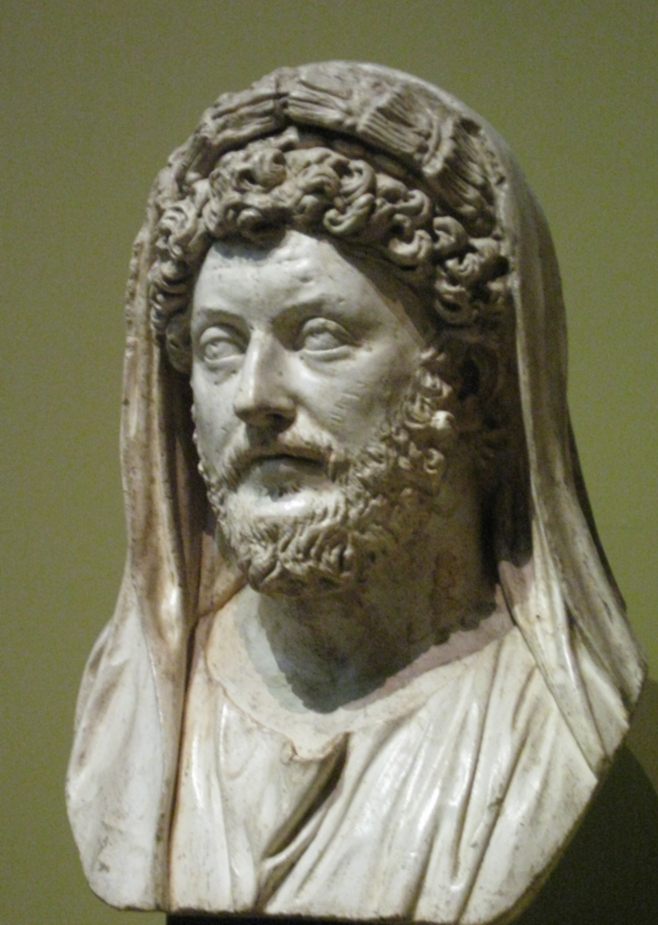
ローマ皇帝マルクス・アウレリウス・アントニヌス

ペストは、上述のように、シルクロード交易によって東方から西方に伝わった感染症で、すでに1世紀〜2世紀、エジプトからシリアにかけて、大流行したとの記録もある。ローマ帝国においても、その最盛期にあたる五賢帝時代に300万人を超える死者を出している。それが、マルクス・アウレリウス・アントニヌスの治世（165年〜180年）に発生した流行で、「感染した人の25%から33%が死亡」し、「350万から700万人ほどの人々が死んだ」とされる。これは、皇帝の名を採り、「アントニヌスのペスト」と呼ばれる。流行は、その後も断続的につづいたと考えられる。

### ユスティニアヌスのペスト

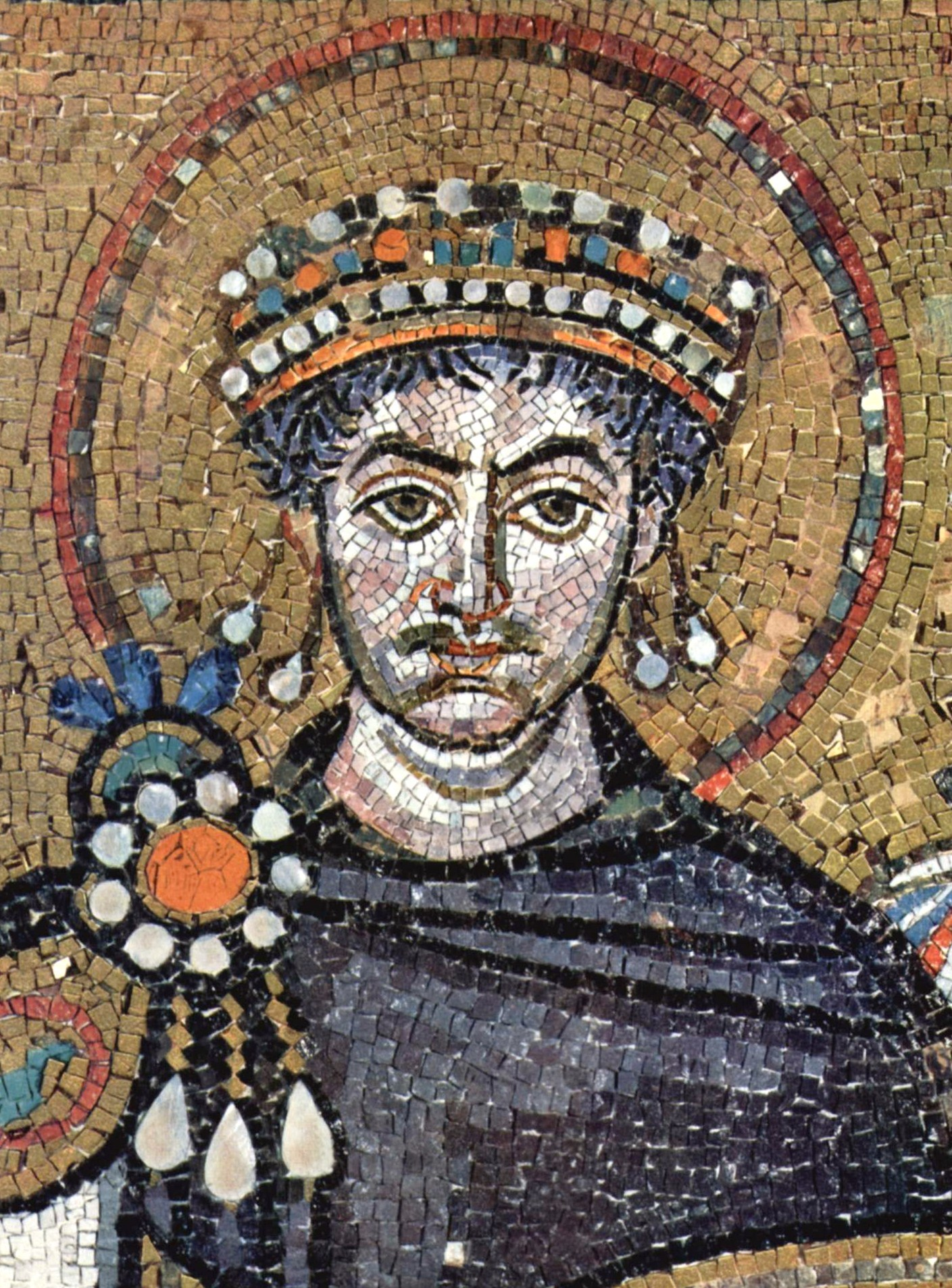
ユスティニアヌス1世（483-565）

記録に残る歴史的な大流行としては、542年から543年にかけてユスティニアヌス1世（在位527年-565年）治下の東ローマ帝国（ビザンツ帝国）全版図で流行したペストが著名であり、現代の病態分類では主として腺ペストだったと推定されている。東ローマ皇帝ユスティニアヌス自身も感染したため「ユスティニアヌスの疫病」「ユスティニアヌスの斑点」ないし「ユスティニアヌスのペスト」と称される。史家プロコピオスによれば、首都コンスタンティノープルでは連日5000人規模の感染死者が発生し、人口の4割もの人びとを失ったという。
ペストは、エジプトのペルーシウムからパレスティナ地方へ、さらには帝都コンスタンティノポリスへと広がって多くの死者が発生し、帝国は一時機能不全に陥るほどであった。542年には旧西ローマ帝国の領域に侵入し、ブリテン島周辺には547年に、フランスへは567年に広がって、ヨーロッパ、近東、アジアにおいて最初の発生から約60年にわたって流行し続けたと記録されている。
皇帝自身は感染したものの軽症で済み、数ヶ月で回復したといわれている。流行最盛期には毎日5,000人から10,000人もの死亡者が出たといわれるコンスタンティノープルでは、製粉所とパン屋が農業生産の不振により操業停止に陥ったと記録される。
このパンデミックは東ローマ帝国衰退の一因になったと考える見方がある。一方、ペスト流行による東地中海沿岸地域の人口の急減のために「東ローマ帝国による統一ローマの再建」というユスティニアヌスの理想は挫折を余儀なくされたのに対し、アルプス山脈以北の西ヨーロッパ世界はいまだ交通網が未発達で、ゲルマン民族大移動以後の荒廃もあって自給自足経済の要素が強かったため、ペストの災禍が相対的に軽くすみ、それ以降の発展が可能になったという説も唱えられている。

## 中世の黒死病

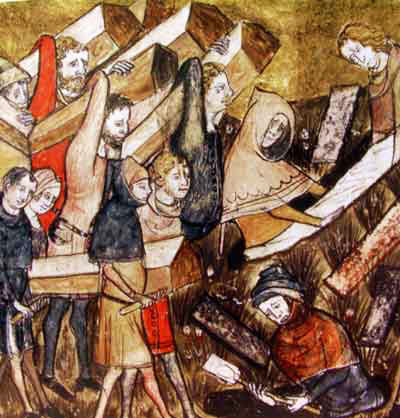
黒死病患者. "The Chronicles of Gilles Li Muisis" (1272-1352). MS 13076-77, f. 24v.

ペストは、交易を通じてユーラシア大陸に拡大し、1095年以降、7回におよんだ十字軍遠征もいっそう交易を活発化させて、ヨーロッパでは都市が発達するようになった。その際、戦利品や交易品にネズミがまぎれこんだため、都市部にペスト菌が大量に流れ込んだとみられている。このネズミは近代以降に大量発生したドブネズミではなく、体色の黒いクマネズミである。
感染すると、2日ないし7日で発熱し、皮膚に黒紫色の斑点や腫瘍ができるところから「黒死病」（Black Death）と呼ばれ、恐れられたペストの大流行がヨーロッパで猛威をふるったのは1347年から1349年にかけてのことであった。しかし、ペスト以外にも、幾種類もの感染症が存在したともいわれている。
カナダ出身の歴史家のウィリアム・ハーディー・マクニールは、「黒死病」と呼ばれるペストは、中国の雲南省地方に侵攻した元軍により、中国の雲南省〜ビルマから拡がったか、あるいは満州～モンゴル高原の草原に生息する穴居性齧歯類が感染源であろうと推測している。しかし、歴史家ウィンストン・ブラックによれば、2000年代から始まった当時のペスト犠牲者の人骨のDNA研究やペスト菌の遺伝子分析の結果から考えると中国起源説の可能性は低く、おそらく中央アジアが起源であろうという。現在のところ、中央アジア起源説と中国起源説（雲南〜ビルマあるいは満州〜モンゴル高原）が有力である。ただし、科学史家の村上陽一郎によって中東起源説も提起されている。

### 中国での流行
ペストは、元朝末期にあたる1320年頃から1330年頃にかけての中国で大流行した。1200年から1393年までの間の中国の人口が半減したことについて、伝統的な中国の編年史はモンゴル人の蛮行を強調しようとするが、上述のマクニールは、これをよく説明し得るのは蛮行などではなく、むしろペストの蔓延であったと指摘している。彼によれば、「1331年に河北省で疫病が発生し人口の9割が死んだ」という記録があることから、早ければ1331年に中国でペストの流行が始まった可能性があるという。また、1353年から1354年にかけて中国内の8か所の遠く離れた別々の場所（河北、山西省、湖北省、江西省、湖南省、広東省、広西省、綏遠など）で流行し、一部地域では住民の3分の2が死亡した。
黒死病が14世紀のヨーロッパ全体に拡大したのは、モンゴル帝国によってユーラシア大陸の東西を結ぶ交易が盛んになったことが背景になっている。当時、ヴェネツィア、ジェノヴァ、ピサなどの北イタリア諸都市は、南ドイツの銀、毛織物、スラヴ人奴隷などを対価とし、アジアの香辛料、絹織物、宝石などの取引で富を獲得していた。こうしたイスラームとヨーロッパの交易の中心となっていたのは、インド洋、紅海、地中海を結ぶエジプトのアレクサンドリアであり、当時はマムルーク朝が支配しており、ヨーロッパへ上陸する前後にはイスラム世界でも黒死病が猛威をふるった。

### 中央アジアでの流行
中央アジアでの流行は、現地に残された記録が乏しいため外部の観察者による記録に頼るところが大きい。一例を挙げれば、あるアラブ人が書いた報告書によると、1347年にペストがクリミア半島に上陸する前にユーラシア草原西部に位置するウズベクのある村々は流行によって完全に無人化したという。
近年、中央アジアの黒海周辺において、黒海の北に位置するロシアのライシェボで14世紀にパンデミックを引き起こしたペスト菌の祖先が発見され、黒海の東方に位置するキルギスのイシク・クル湖でもこの時期の痕跡が確認されており、中央アジアを発生源として世界に拡散したとする説が唱えられている。イシク・クル湖一帯には当時ネストリウス派キリスト教の信者が多く住んでおり、彼らの墓碑の解明によってペストの断続的な蔓延が立証されている。この地での自然宿主は齧歯類のマーモットと考えられている。
中国から中東、東欧にまで版図を拡大したモンゴル帝国によって、シルクロードの大部分がモンゴルの支配下に入った。そして、ジェノヴァ共和国の植民地だった黒海周辺国とイタリア商人との交易や、ジェノヴァの艦隊、モンゴル帝国による西域侵攻などが欧州への拡散を助長したと考えられる。中央アジアの風土病としてそれほど強い毒性ではなかったペストが、ユーラシアを横断して感染を拡大させていく過程で毒性の強いものに変異したことは充分に考えられる。

### ヨーロッパへの上陸

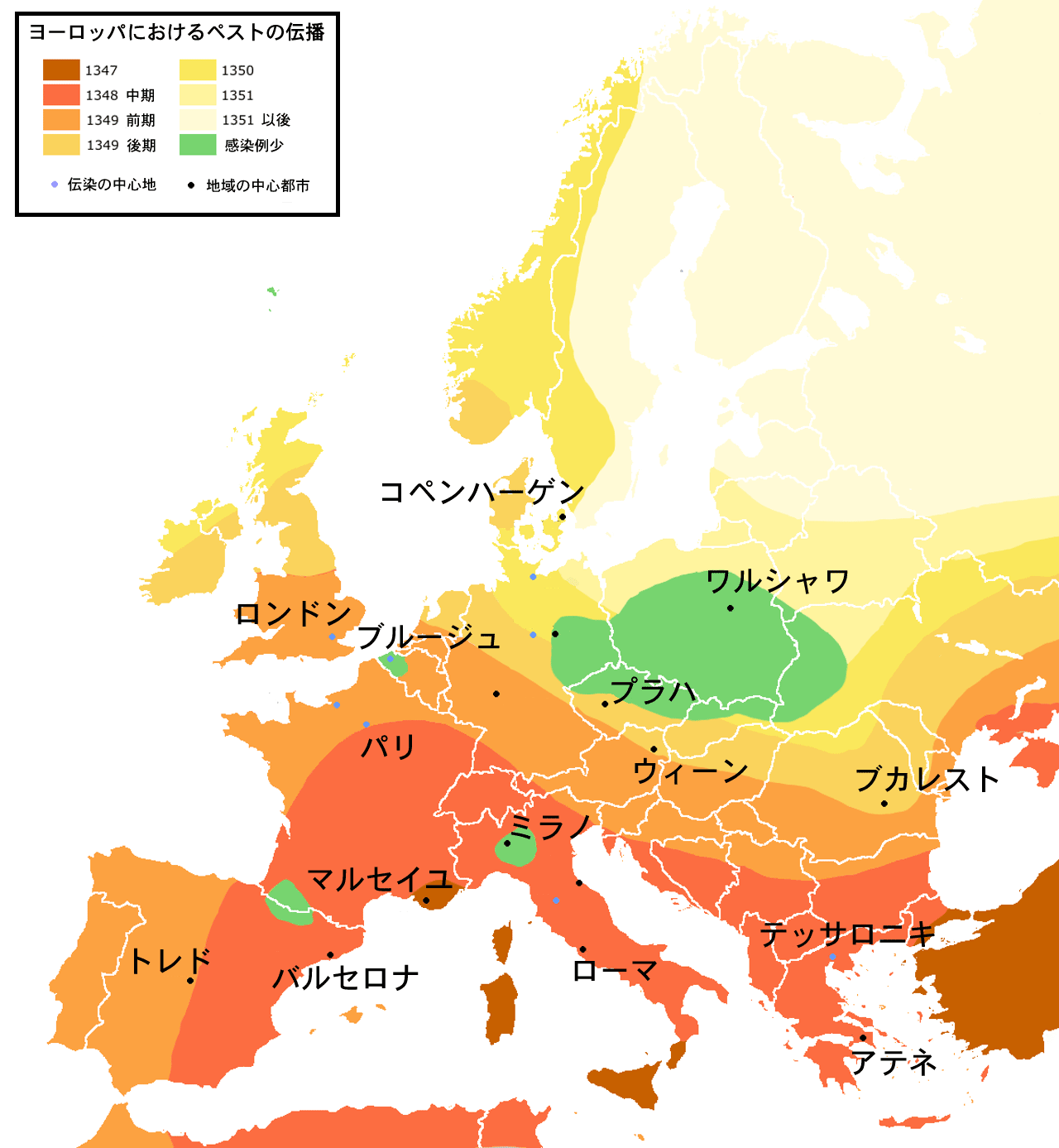
ヨーロッパにおけるペストの伝播

1347年10月、ペストは、中央アジアからクリミア半島を経由してシチリア島に上陸し、またたく間に内陸部へと拡大した。コンスタンティノープルから出港した12隻のガレー船の船団がシチリアの港町メッシーナに到着したのが発端といわれる。ヨーロッパに運ばれた毛皮についていたノミに寄生し、そのノミによってクマネズミが感染し、船の積み荷などとともに、海路に沿ってペスト菌が広がったのではないかと推定されている。ペストはまず、当時の交易路に沿ってジェノヴァやピサ、ヴェネツィア、ローマ、サルディーニャ島、コルス島、マルセイユへと広がった。1348年にはアルプス以北のヨーロッパにも伝わり、1349年にはスカンディナヴィア半島やイベリア半島へも広がった。14世紀末まで3回の大流行と多くの小流行を繰り返し、猛威を振るった。正確な統計はないが全世界で8,500万人、当時のヨーロッパ人口の3分の1から3分の2にあたる約2,000万から3,000万人前後、イギリスやフランスでは過半数が死亡したと推定されている。場所によっては60パーセントの人が亡くなった地域もあった。
この疫病がヨーロッパに到達した数か月ののち、ローマ教皇クレメンス6世は、当時のカトリック教会の総本山のあったアヴィニョンより逃亡したが、そのいっぽうで教皇の侍医長であった外科医ギー・ド・ショーリアックはアヴィニョンにとどまる勇気を示している。また、腺ペストに特徴的なリンパ節の腫瘍は「腫れ物」と称され、人類のみならずイヌやネコ、鳥やラクダ、ライオンさえをも苦しめた。
この時期のヨーロッパにおけるペストの感染爆発には、10世紀から14世紀にかけての比較的温暖な気候を背景に起こった「中世農業革命」と称される技術革新とのかかわりを指摘する見解がある。それによれば、鉄製農具の性能が格段に向上して三圃制が普及し、食糧増産が可能になったものの、相次ぐ開墾によって森林が急速に農地に転用されたため、ネズミの天敵（猛禽類やキツネ・オオカミ）が激減、一方、人口増加と都市の発生により人間や家畜の排泄物、肉の解体クズ、ゴミの投棄などネズミの繁殖に好適な環境が生まれた。そこに、異常気象の発生によって深刻な食糧危機が生じ、人びとの抵抗力が弱まっているところにペストが蔓延したというのである。前掲マクニールに師事したジョン・ケリーは、黒死病の拡大に重要な役割を果たしたのは、13世紀にモンゴル人がユーラシア大陸に巨大な帝国（モンゴル帝国）をつくりあげたことであると述べ、これにより、広い範囲での貿易や旅行が可能になってジャムチ（駅伝制度）など通信網の発達が格段に進んだことに起因するとの見解を表明している。
また、長い冬、夏の多雨、河川の氾濫などによって14世紀前半だけでも8回の大凶作が襲った当時のヨーロッパの人々は、食糧に乏しいことから病気の動物まで食べざるをえなくなり、そこからも感染が拡大したものと考えられている。
このときのペストの流行ではユダヤ教徒の犠牲者が少なかったとされているが、ユダヤ教徒が井戸へ毒を投げ込んだ等のデマが広まり、ジュネーヴなどの都市では迫害や虐殺の対象となった。
当時は、黒死病が蔓延したことを、神が下した罰ととらえ贖罪のため身体に鞭をあてて各地を遍歴する行者も多数あらわれた。医師のなかには、腫れ物を切開したり、毒蛇の肉を薬と称して与えたり、また、予防として香草や酒精を用いることを勧める者も少なくなかったという。免疫をつけるために便所や下水にかがみこんで悪臭を吸い込もうとする人びとまであらわれた。「メメント・モリ（Memento mori, 死を思え）」というラテン語の標語が流布し、どのような態度や振る舞いをとったら無事に天に召されるかを説いた「往生術」についてもさかんに著作がなされた。黒死病の流行は、「死の舞踏」はじめ絵画や文学のテーマにも大きな影響をあたえたのである。
ルネサンス初期の著名な文学者ジョヴァンニ・ボッカッチョが1349年から1353年にかけて著した『デカメロン』（十日物語） は、
さて神の子の降誕から、歳月が、1348年目に達したころ、イタリアのすべての都市の中ですぐれて最も美しい有名なフィレンツェの町に、恐ろしい悪疫が流行しました。ことの起こりは、数年前東方諸国に始まって無数の生霊を滅ぼしたのち、休止することなく次から次へと蔓延して、禍災（わざわい）なことには西方の国へも伝染して来たものでございました。
で書き出されており、ペストの流行についてふれている。『デカメロン』は、ペストを逃れて郊外に住んだフィレンツェの富裕な市民男女10人が、10日間にわたり、1日1話ずつ語り合うという設定で著されており、社交・機知・ユーモア・エロスに富む人文主義の傑作とされているが、ペストの恐怖からの心理的逃避が背景となっている。『デカメロン』によれば、富裕な都市民は、空気が清浄だとみられていた農村へと疎開し、都市政治は混迷し、家族の絆は失われたという。なお、フィレンツェの詩人で人文主義者ペトラルカが思いを寄せた少女ラウラもペストのために命を失っており、その知らせを聞いたペトラルカは美しくも哀しい詩をのこしている。
黒死病は、ヨーロッパの社会、特に農奴制（領主の側からみれば荘園制）に大きな影響をおよぼした。農村人口の激減はかえって封建領主に対する農民の地位を高めることとなった。たとえば、イギリスでは労働者の不足に対処するため、国王エドワード3世が1349年にペスト流行以前の賃金を固定することなどを勅令で定めている。それ以外にも、領主は地代を軽減したり、農民保有地の売買を認めるなど、農民の待遇改善に努力するようになった。
一方では、労働力不足を経済外的な強制力で補おうとする領主権強化の動きもおこっている。フランス北東部では、1358年に百年戦争とペストの流行による農村の荒廃、領主の農奴制強化に対する反抗などを背景としてジャックリーの乱が起こり、イングランドでも1368年以降のトゥシャンの乱、1381年のワット・タイラーの乱など民衆蜂起が相次いだ。これらはいずれも、当時の封建反動に抵抗して起こった農民反乱であった。このように、ペスト流行は中世社会崩壊の大きな推進力となったのである。イングランド、フランス両国においては百年戦争によって封建領主が没落するいっぽう王権の伸張がはかられ、中央集権国家へと脱皮していった。聖職者を失った教会も混乱し、人手不足による賃金の急騰、ヨーロッパ全体における戦争の停止など「黒死病」の政治的・社会的影響は多岐にわたった。感染症流行に対して無力な教会に対する不信感も生まれ、ヤン・フスやマルティン・ルターらによる宗教改革へとつながっていった。無人化した農村には耕地に森林がよみがえり、気象にも影響をあたえた。
14世紀の黒死病は、今日まで腺ペストとみなされ、ネズミが媒介するペスト菌により起きたものと考えられてきたが、リヴァプール大学のクリストファー・ダンカン（動物学）とスーザン・スコット（社会歴史学）は、キリスト教会の古記録や遺言、当時の日記などを詳細に調べて検討し、2004年に『黒死病の再来』（"Return of the Black Death"）を著し、黒死病は腺ペストではなく動物由来感染症による出血熱ではなかったかとの異論を唱えており、反響を呼んでいる。しかし、ケリーはDNA鑑定の結果などをもとにダンカンらの見解を退け、黒死病はペストの大流行であったと結んでいる。

### 中東・北アフリカでの流行
感染は、イラン、パレスティナ、シリア、エジプトなどでも広がり、イランとエジプトでは人口の約3割を失ったといわれる。
北アフリカでもヨーロッパと同時期に流行が始まった。1348年から1349年にかけて、ハフス朝のチュニスで勉学の身であったイブン・ハルドゥーン（当時16歳）はチュニスでのペスト流行により少年時代に習った教師のほとんどが死亡し、自身の両親も死亡したため孤児となった。また、マムルーク朝下の学者であったマクリーズィーは『エジプト地誌』の序文で、1403-1404年にかけて起こったペストの流行で自身も感染を経験し、多くの住民が死亡したり都市や農村が荒廃したことを述べた上で、自分の力の及ぶ限り現在に伝わっているマムルーク朝の状態を伝えておきたいと述べている。

## 17世紀〜19世紀前半

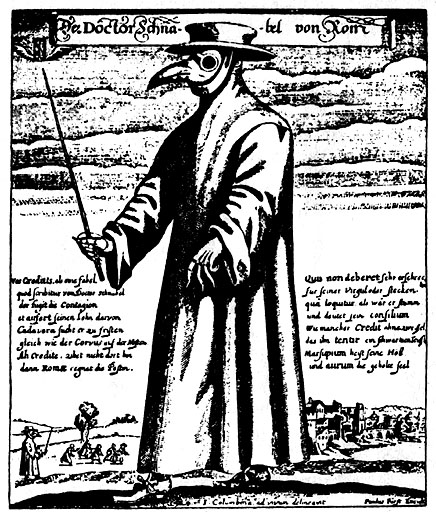
Der Doktor Schnabel von Rom（疫病を避けるためにガスマスクをしたペスト医者、パウル・フュルスト画、1656年）

その後も、ペストは何度か流行しているが、17世紀は、14世紀とともに小氷期によりヨーロッパの気候が寒冷化し、ペストが大流行して飢饉が起こり、英蘭戦争や三十年戦争をはじめとする戦乱の多発によって人口が激減したため、人によっては「危機の時代」あるいは「17世紀の危機」と呼ぶことがある。イマニュエル・ウォーラーステインによれば、「17世紀の危機」は1620年代に始まって約1世紀つづく「近代世界システム」の収縮局面で、ヨーロッパを中核とする世界システムはこの間地理的にも交易量としてもほとんど拡大せず、重商主義政策と戦争によって世界の余剰を中核諸国が奪い合った時代である。また、アメリカ大陸からの膨大な銀の流入によって、「価格革命」と称される急速なインフレーションが生じ、生活費が2倍ないし3倍にも高騰したため、困窮する人びとが増え、彼らによってヨーロッパ中で暴動が発生した時代でもあった。
いっぽう、中国の歴史地理学者曹樹基によれば、16世紀から17世紀にかけての明末清初期の華北では、合計1,000万人がペストで死亡し、人口動態の面でも大変化があったとしている。
この時期、1663年にオランダでペストの流行があった。また、清教徒革命を経て王政復古後のイングランドでは1664年から翌1665年に流行した「ロンドンの大疫病」が有名で、46万と推定されるロンドン市民のうちおよそ7万人が亡くなっている。のちに『ロビンソン・クルーソー』を刊行して有名になったダニエル・デフォーは、『ペスト（疫病の年）』（"A Journal of the Plague Year", 1722年）を著して当時の状況を克明に描写している。また、ペスト流行によりケンブリッジ大学が閉鎖されたことにより、そこで学んでいたアイザック・ニュートンは故郷のウールスソープ＝バイ＝カールスターワースに戻り、雑事から離れて研究に没頭したことで万有引力の法則の発見など科学史上画期的な業績につながった。なお、ロンドンでは1666年に住宅の85%が焼失するロンドン大火に見舞われ、市街の復興に際してはレンガ造ないし石造の建築が義務づけられたので、ネズミの生息場所がなくなってペストも沈静化した。
このほかにもペストは、世界各地で流行を繰り返し、人口減少や社会不安の要因のひとつとなっていた。ペスト菌の存在がわからなかった時代には大流行のたびに原因が特定の人びとにおしつけられ、魔女狩りが行われた他、特にユダヤ教徒をスケープゴートとして迫害する事件が続発した。ペストの流行は、17世紀末には西欧の多くの地域でいったんは収束へと向かった。
一方、エジプト、シリア、トルコ、ギリシアの各地では18世紀以降もペストが蔓延し、ヨーロッパでも1720年の「マルセイユの大ペスト」は甚大な被害をもたらした。1833年から45年にかけてのエジプトの流行は、それほど大規模なものではなかったが、患者が初めて熟達した医師によって科学的究明を受けた点で画期的な意義を有するものであった。1878年から翌年にかけてはボルガ川の流域で流行が発生し、恐慌状態となったが、欧州各国は研究と援助のための人員を現地に派遣した。

## 19世紀後半以降
19世紀後半、中国を起源とするペストが世界中にひろがった。これは、雲南省で1855年に大流行した腺ペストを起源とするものであったが、雲南では同時にイスラム教徒の反乱が起こっており、難民の発生と移動にともないペストが中国各地に伝播したと考えられる。伝播の速度は緩慢で、1894年（明治27年）に広東省に達し、そこでの死者は8万人から10万人ほどであった。そして、国際的貿易都市である香港での大流行をきっかけとして世界的に拡大し、特に海上ルートで環太平洋に広がった。

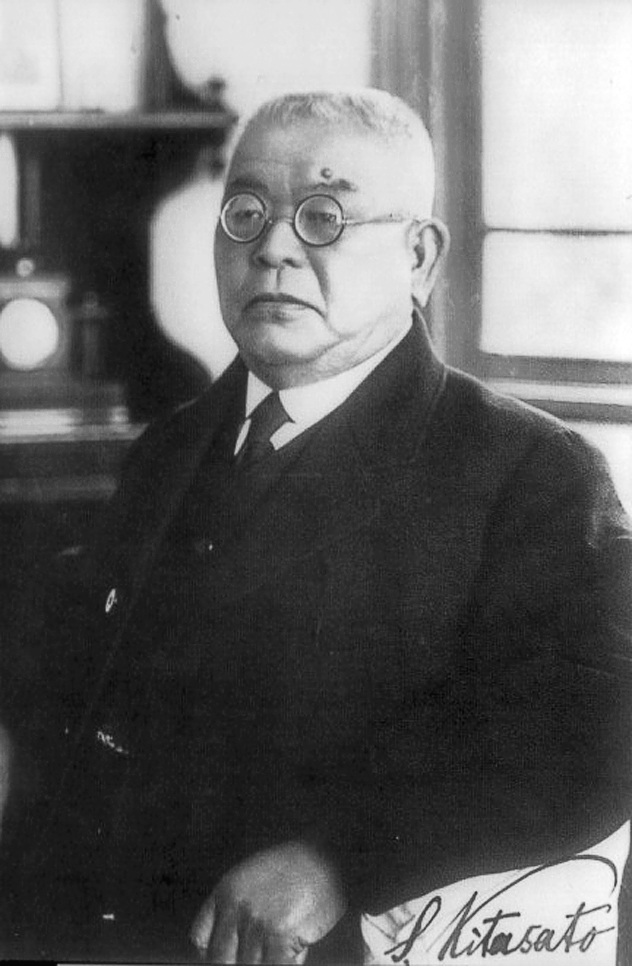
北里柴三郎

ロベルト・コッホに師事した北里柴三郎は日本政府により香港に調査派遣され、腺ペストの病原菌を共同発見した。同じ年のほぼ同時に、パスツール研究所の細菌学者で、スイスとフランスで活躍した医師アレクサンダー・イェルサンもペスト菌を発見し、これを発表した。こうしてペストの原因が、はじめて確定された。こののち、北里の研究により腺ペストを治す方法は抗血清によって確立されたが、出血熱に関してはいまだ有効な治療法が確立されていない。
このときの中国発の腺ペストは、20世紀初頭、中国の東部沿岸地域や台湾、日本、ハワイ諸島をはじめ、さらにアメリカ合衆国、東南アジアから南アジア、さらにオーストラリアの各地に広がった。オアフ島では、1899年に香港より入港した船で運ばれたネズミから感染が始まり、島内の中国人街が壊滅した。このとき、市の決定により中国人街が焼き払われたが、燃え広がって大火に発展している。1900年にはサンフランシスコで流行し、113人が命を失った。同時期にオーストラリアでも流行が発生し、1925年までに25回の流行を繰り返して約1,900人が亡くなった。インドでも19世紀を通じて数回にわたって流行した。
ペストの世界的な広がりの背景にあったのは、植民地主義の展開のもとでなされた交通体系の整備や商品流通の活性化、人間の移動などにより互いに各地が緊密な関係をもつにいたったことがあげられる。その一方で、感染症の有無によって「清潔」「不潔」の観念が生じ、また、その観念が一般化して、中国人に対する差別的な検疫や入国制限などもおこなわれた。また、東京や横浜ではネズミ買い上げの措置が講じられ、徹底的な駆除がなされた（詳細後述）。
1910年から翌1911年にかけては、清朝末期の満州で肺ペストが流行し、死者は6万人におよんだ。ロシア帝国と日本は、ペスト対策の実施を口実として満州進出の拡大を企図するが、清朝政府は1911年、奉天で国際ペスト会議（奉天国際鼠疫会議）を開き、日露に限らずアメリカ合衆国やメキシコ、英・独・仏・伊・蘭・墺など数多くの外国代表をその会議に招いて日露両国の影響力の低減をはかった。これは、帝国主義のもと、感染症とその対策が政治問題化した好例である。
第3次のパンデミックで最大の被害を受けた国はインドであり、その死者は、第二次世界大戦までに1200万人以上に達したといわれる。なお、アルベール・カミュによって、ペストに襲われたアルジェリアのオラン市を舞台とした小説『ペスト』が発表されたのは1947年のことであった。第二次世界大戦後はしばらくのあいだ流行は沈静化していたが、1960年代のベトナムでペストが大流行し、死者が年間1万人に達する年もあったといわれる。この流行は、ベトナム戦争等による社会秩序の混乱が伝染病の蔓延を促進した典型例といわれる。

## 日本での発生
ペスト菌は日本に常在しない細菌であり、ペスト自体も明治以前の発生は確認されていない。最初の報告は、1896年（明治29年）に横浜に入港した中国人船客で、同地の中国人病院で死亡した。横浜上陸は3月29日のことで、死亡日は3月31日であった。
1899年（明治32年）9月、横浜沖での「亜米利加丸」検疫で船倉から高熱を出している中国人船員が見つかり、横浜海港検疫所の施設に隔離して検査したところペストと判明したが、関東上陸は阻止された。このとき、検疫官補だったのが野口英世である。だが、その後、大小の流行が複数回あった。1899年11月に最初の流行があり、台湾から門司港へ帰国した日本人会社員が広島で発病して死亡した。その後、半月の間に神戸市、大阪市、浜松市などで発病者が生じ、死者も現れた。1899年は45人のペスト患者が発生、40人が死亡した。
こうした事態の下、当局は香港でペスト菌を発見した北里柴三郎の指導によるペストの蔓延防止を開始した。1900年1月15日、東京市では1匹あたり5銭でネズミを買い上げることとし、媒介者であるネズミを徹底的に駆除することとした。1901年（明治34年）5月29日、警視庁はペスト予防のため、屋内をのぞき跣足（裸足）での歩行を禁止（庁令第41号）。車夫・馬丁などの裸足を厳禁した。新聞『日本』によれば、10月6日横浜でペスト患者が発生し、10月30日発生地域の家屋12戸を焼き払い、12月24日には東京でペスト患者が発生した。
ネズミの買い上げは横浜市でもおこなわれ、価格はのちに3銭に下げられた。横浜市の場合、ネズミ買い上げは市役所の衛生課、衛生組合事務所、警察署、巡査派出所、巡査駐在所が管轄しており、当時の『国民新聞』によれば1905年（明治38年）3月の時点ですでに買い上げ金総計が4万円を突破している。
最大の流行は1905年から1910年にかけての大阪府で、958名の患者が発生し、社会的に大きな影響を与えた。この際、紡績工場での患者発生が続いたことから、ペスト流行地のインドから輸入された綿花にまぎれこんだネズミが感染源というのが通説になった。1914年4月には東京でペストが流行し、年末までの死者は41人であった。
1899年から1926年までの日本の発病者は2,905名で、死亡者は2,420名と報告された。しかし、当時の日本政府のペスト対策は功を奏し、1927年（昭和2年）以降は国内感染例はない。

## 近年の状況

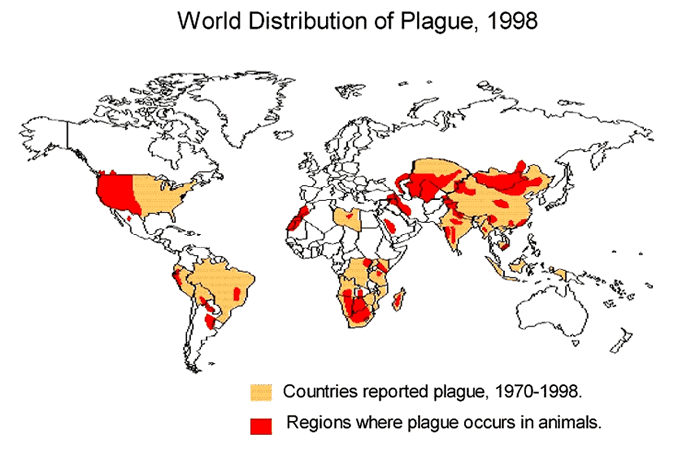
CDCによる汚染地域を示す地図 (1998)

世界保健機関（WHO）の報告によれば、1991年以降ヒトペストは増加傾向にあり 1996年の患者3,017人（うち死亡205人）、1997年には患者5419人（うち死亡274人）であった。ただし、WHOに報告された人のペスト患者数は、概して実際の患者数よりも少なく、実態はさらに深刻なものであった。
汚染地域とされるのは、
1. アフリカの山岳地帯および密林地帯
2. アジア大陸東南部のヒマラヤ山脈周辺ならびに熱帯森林地帯
3. 中国、モンゴルの亜熱帯草原地域
4. アラビア半島からカスピ海北西部
5. 北米南西部ロッキー山脈周辺
6. 南米北西部のアンデス山脈周辺ならびに密林地帯

などである。
1992年から1995年にかけては南米のペルーで流行があった。インドでも1994年にもペストが発生し、パニックが起こるほどであった。
WHOによれば、2004年から2015年までの感染者は56,734名で、死亡者数は4,651名（死亡率 8.2%）であった。このうち86%（48,699名）は、マダガスカル（19,122名）、コンゴ民主共和国（14,175名）、タンザニア（6,448名）など、アフリカ諸国が占める。マダガスカルでは2017年にも流行し、患者は2,348名で、202人が亡くなった。